# Styx (genre)
Pour les articles homonymes, voir Styx (homonymie).
Genre
Styx est un genre de lépidoptères (papillons) de la famille des Riodinidae qui ne comprend qu'une seule espèce : Styx infernalis. C'est un papillon diurne.

## Dénomination
Le nom Styx leur a été donné par Otto Staudinger en 1875.

## Espèce
Styx infernalis Staudinger, 1875 est présent au Pérou.

### Source
- (en) Styx Staudinger, 1875 sur funet